# اینورنس (نوا اسکوشیا)
اینورنس، نوا اسکوشیا (به انگلیسی: Inverness, Nova Scotia) یک منطقهٔ مسکونی در کانادا است که در نوا اسکوشیا واقع شده‌است. اینورنس ۱٬۳۸۷ نفر جمعیت دارد.